# Satchelliella tjentistensis
Satchelliella tjentistensis är en tvåvingeart som först beskrevs av Krek 1969.  Satchelliella tjentistensis ingår i släktet Satchelliella och familjen fjärilsmyggor. Inga underarter finns listade i Catalogue of Life.